# Jürgen Barke
Jürgen Barke (ur. 26 grudnia 1962 w Saarbrücken) – niemiecki polityk, działacz Socjaldemokratycznej Partii Niemiec (SPD), minister i wicepremier w rządzie Saary, członek Bundesratu.

## Życiorys
W latach 1982–1986 odbył dualne studia w Fachhochschule für Verwaltung des Saarlandes, uzyskując tytuł dyplomowanego urzędnika administracji. Następnie, do 1991 roku, pracował jako urzędnik wyższego szczebla w Ministerstwie Spraw Wewnętrznych Kraju Saary, a później w tamtejszym Ministerstwie Gospodarki. W latach 1990–1991 był osobistym referentem sekretarza stanu ds. gospodarki.
Od 1991 do 2001 roku pełnił funkcję pierwszego zastępcy burmistrza miasta Lebach i kierownika wydziału. W latach 1999–2000 kształcił się w zakresie zarządzania nieruchomościami korporacyjnymi. Następnie, w latach 2001–2002, był dyrektorem personalnym i prokurentem firmy z branży motoryzacyjnej Michels GmbH. W 2002 roku założył firmę doradczą Jürgen Barke Consult, którą w 2003 roku przekształcił w KomCon GmbH, gdzie do 2012 roku był jedynym wspólnikiem i dyrektorem zarządzającym.
Od 2012 do 2022 roku pełnił funkcję sekretarza stanu w Ministerstwie Gospodarki, Pracy, Energii i Transportu Kraju Saary, z rangą członka rządu.
26 kwietnia 2022 roku objął stanowisko ministra gospodarki, innowacji, cyfryzacji i energii oraz został mianowany zastępcą premier rządu Kraju Saary. W latach 2012–2022 był zastępczym członkiem Bundesratu, a od kwietnia 2022 roku jest jego pełnoprawnym członkiem.

## Życie prywatne
Jest żonaty, ma dwoje dzieci i wyznaje katolicyzm.